# Cambio tecnológico (concepto)
El cambio tecnológico tiene como referencia nuevas tecnologías, formas de uso, nuevas reglamentaciones y nuevos productos derivados de la tecnología.
Es un proceso temporal y acumulativo, que incrementa la habilidad de los grupos para resolver sus problemas sociales, económicos y culturales.
En otro sentido, el cambio tecnológico también puede ser caracterizado en términos generales como el efecto combinado de varias actividades tecnológicamente relacionadas y diferenciadas, tales como invención, innovación, desarrollo, transmisión y difusión.
Igualmente puede ser entendido como un conjunto de actividades enfocadas en la solución de un problema.
El cambio tecnológico puede ser analizado a partir de tres ángulos complementarios: 
1.-Desde su trayectoria determinada por intereses políticos, económicos y sociales. 
2.-Desde su naturaleza, que está dictada por los atributos culturales y cognitivos de los miembros del grupo social involucrado. 
3.-Desde su dinámica interna, que está determinada por los atributos funcionales de la tecnología.

## Cambios en la estructura y contenido, y en el contexto de producción del conocimiento tecnológico
Si bien la manifestación del cambio ha sido generalmente tangible, la parte integral de este proceso es de naturaleza cognitiva.
En este sentido, la tecnología encarna conocimiento. Parayil, observa que la tecnología constituye el conocimiento, y que todas las tecnologías son formas de realización de algún tipo de conocimiento humano. De esta forma, se entiende que los cambios tecnológicos derivan de cambios en el conocimiento pero que también ocurre el proceso inverso; los cambios tecnológicos implican trasformaciones en la manera en que se adquiere conocimiento y por ende también repercuten en su construcción.
Siendo aún más analíticos de esta postura, es posible derivar de la propuesta anterior que el desarrollo tecnológico se traduce, en el largo plazo, en cambios de paradigmas sociales. La transformación tecnológica sostenida en el tiempo repercute en la concepción de mundo que tenemos dado que transforma y construye conocimiento. Llevando los argumentos anteriores al extremo, se encuentra el concepto de paradigmas tecnológicos.

## Paradigmas Tecnológicos
Los paradigmas tecnológicos son los que han promovido las revoluciones industriales y corresponden a tecnologías o cambios en los sistemas tecnológicos, cuyo amplio espectro de aplicación afecta las condiciones de producción de todos los sectores de la economía, como han sido los casos de la máquina de vapor y la microelectrónica. La definición anterior sólo hace referencia a los cambios de tecnologías entendidos como artefactos, pero el concepto de paradigma tecnológico se aplica también a cualquier tipo de transformación tecnológica; ya sea sistemas, procesos y reformas de este estilo.

## Dimensión Social del Cambio Tecnológico
Independientemente del tipo de cambio tecnológico que se ha adoptado, para lograr su pertinencia en el lugar donde ha sido implantadas tienen necesariamente que ser socialmente construidas. Esta relación condiciona la forma en que se entiende el concepto de cambio tecnológico al mostrar que la tecnología -y por ende los cambios que ocurren en ella- puede ser entendida en sí misma como un producto cultural. En esta línea, la tecnología y sus transformaciones no puede ser abstraída de las fuerzas sociales y culturales que las construyen, modelan y configuran. Esta dimensión social es la que orienta en muchas ocasiones el rumbo que sigue el cambio tecnológico en un contexto y tiempo determinado. Es en este contexto en que Thomas P. Hughes desarrolla el concepto de Sistemas Tecnológicos.

### Sistemas Tecnológicos
Los sistemas tecnológicos se integran de componentes desordenados y complejos para la solución de problemas los cuales son socialmente construidos y modelados. Para Hughes, un sistema tecnológico incluye al menos los siguientes tres componentes:
1. Los artefactos físicos: Objetos materiales que constituyen los artefactos técnicos.
2. Las organizaciones: Las cuales apoyan, rechazan, influyen, desarrollan, transfieren y cuentan con los artefactos técnicos.
3. Mecanismos legislativos: Los cuales moldean el sistema y que también son parte del mismo.

## Dimensión Política del Cambio Tecnológico
Muchos autores contemporáneos plantean que el desarrollo tecnológico no ha ido acompañado de los cambios sociales que permitan un mínimo de control del proceso. En este sentido, se hace cada vez más difícil medir el impacto y la evolución de los cambios tecnológicos dado que se ha transformado en un proceso un tanto caótico. El control de este fue ejercido durante mucho tiempo por la política en el ámbito del poder del Estado. Sin embargo, el avance científico y tecnológico ha sobrepasado hoy los límites del control político ya que la velocidad con que se desarrollan nuevas tecnologías supera con creces la capacidad que tiene cualquier mecanismo que pretenda controlarlos.

## Elementos de difusión
Entendiendo que el proceso de desarrollo tecnológico está íntimamente relacionado con procesos de innovación e invención, Everett Rogers planteó la Teoría de Difusión de Innovación la cual contiene elementos que describen el proceso de cambio tecnológico. Las etapas se presentan a continuación:

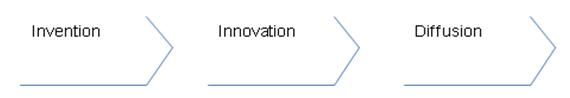

1. Innovación Tecnológica: ésta puede ser tanto en nuevas tecnologías, procesos o mejora de ambos.
2. Comunicación a través de diversos canales
3. Miembros del sistema social: reciben la información sobre de los cambios tecnológicos a través de los canales de comunicación .
4. Aprobación social: El sistema en el cual se inserta el cambio tecnológico debe aprobarlo. De otro modo este deja de existir a menos que mute y vuelva a comenzar el proceso hasta lograr la aceptación del sistema.

## Impacto  Tecnológico
El impacto del cambio tecnológico afecta a casi todas -por no decir todas- las aristas de la vida humana. Sucede que el constante desarrollo de ésta en un área generalmente termina por afectar a otros sistemas. De lo anterior se desprende que el cambio tecnológico tiene un efecto en cadena ya que lo que comienza en un lugar, también incide en otras partes de la vida humana. Con esto se entiende que las trasformaciones tecnológicas se pueden interpretar desde el punto de vista de la teoría de sistemas donde el subsistema, sistema y macro sistema se encuentran íntimamente conectados y lo que ocurra en una de las etapas va a repercutir en las demás.
Dicho esto, el desarrollo tecnológico tiene impacto en áreas como la economía, educación, salud, política, cultura, entre otras y a su vez se generan impacto entre los distintos sectores. Algunas de las cuales se explican a continuación.

## Cambio tecnológico en la economía
En la economía, cambio tecnológico es un cambio generado en el conjunto de todas las posibilidades de producción existentes. El cambio se puede producir tanto en los puntos dentro de la Frontera deposibilidades de producción como los puntos que están justo en la frontera. Cabe destacar que dentro de la frontera son los puntos "posibles" de producción, justo en la frontera son los puntos "máximos" de producción y fuera de la frontera son puntos imposibles dados la tecnología actual. Aquí entra en un punto importante la tecnología, ya que depende de ella la cantidad que se puede producir. Por dar un ejemplo, año a año la producción de autos puede aumentar por el gran aumento de la tecnología, al igual que la producción de botellas. Un cambio en la tecnología lo que produce es un movimiento de la curva de producción, si es para la izquierda la producción disminuye y si es para la derecha la producción aumenta.

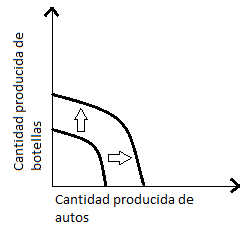
Aquí se muestra el cambio en la frontera de posibilidades de producción al haber un avance tecnológico importante. Esta se mueve a la derecha.

Se pueden nombrar a varios autores para hablar de la economía y la tecnología juntas. John Hicks, Robert Solow y Roy Harrod son algunos. Estos tres autores, aunque no hayan hablado directamente de tecnología se les puede vincular con ella.